# Ingersoll (Schiff, 1980)
Die USS Ingersoll (DD-990) war ein zur Spruance-Klasse gehörender Zerstörer der United States Navy, der im April 1980 in Dienst gestellt wurde. 1985 erhielt es als eines der ersten Schiffe der United States Navy zwei Armored-Box-Launcher-Abschusssysteme. Die Ingersoll blieb bis Juli 1998 im aktiven Einsatz und wurde im Juli 2003 als Zielschiff versenkt.

## Geschichte
Die Ingersoll wurde am 5. Dezember 1977 bei Ingalls Shipbuilding in Pascagoula (Mississippi) auf Kiel gelegt und lief am 10. März 1979 vom Stapel. Die Indienststellung unter Kommandant E. R. Fickenscher III. erfolgte am 12. April 1980. Benannt war das Schiff nach dem Admiral Royal E. Ingersoll.
Als eines der ersten Schiffe in der United States Navy erhielt die Ingersoll 1985 zwei Armored Box Launcher-Abschusssysteme, für die das bisher installierte RUR-5 ASROC-Abschusssystem entfernt wurde. Die neue Anlage erwies sich jedoch als ungeeignet, da sie zu schwer war und so die Seeeigenschaften des Schiffes negativ beeinflusste.
Am 20. Juni 1992 kollidierte die Ingersoll während einer Patrouille in der Straße von Malakka mit dem Öltanker Matsumi Maru No. 7. Das Schiff erlitt hierbei leichte Beschädigungen und Wassereinbruch, konnte jedoch aus eigener Kraft Singapur anlaufen. Nach provisorischen Reparaturen ging die Ingersoll für Werftarbeiten nach Pearl Harbor.
Obwohl sie eines der jüngsten Schiffe der Spruance-Klasse war, wurde die Ingersoll am 24. Juli 1998 nach nur 18 Dienstjahren als eine der ersten Einheiten ihrer Klasse ausgemustert und am selben Tag aus dem Naval Vessel Register gestrichen. Grund hierfür waren die hohen Betriebskosten des Armored Box Launcher-Systems. Nach fünf Jahren Liegezeit wurde das Schiff am 29. Juli 2003 während einer Übung als Zielschiff versenkt.